# 神谷太刀宮神社
神谷太刀宮神社（かみたにたちのみやじんじゃ）は、京都府京丹後市久美浜町の南西部にある神社。
もともとは別の由来をもつ神谷神社と太刀宮神社が合祀された2社一体の神社で、江戸時代までは「太刀宮（たちのみや）」と呼ばれ、明治期には久美浜地域の郷社として崇敬を集めた。久美浜一区の氏神であり、21世紀においても「太刀宮」の通称で親しまれる。秋の例祭は丹後地方を代表する祭礼のひとつに数えられる。
神谷神社は、熊野郡に11座あった式内社のひとつ「神谷神社（かみたにのじんじゃ）」とされるが、この式内社が神谷太刀宮神社として太刀宮をも含むのか、神谷神社のみを対象としたのかは定かではない。太刀宮は、全国で唯一丹波道主命を主祭神とし、御神体として祀る丹波道主命の佩刀「国見の剣（くにみのつるぎ）」は諸説ある「久美浜」の地名由来のひとつである。

## 概要

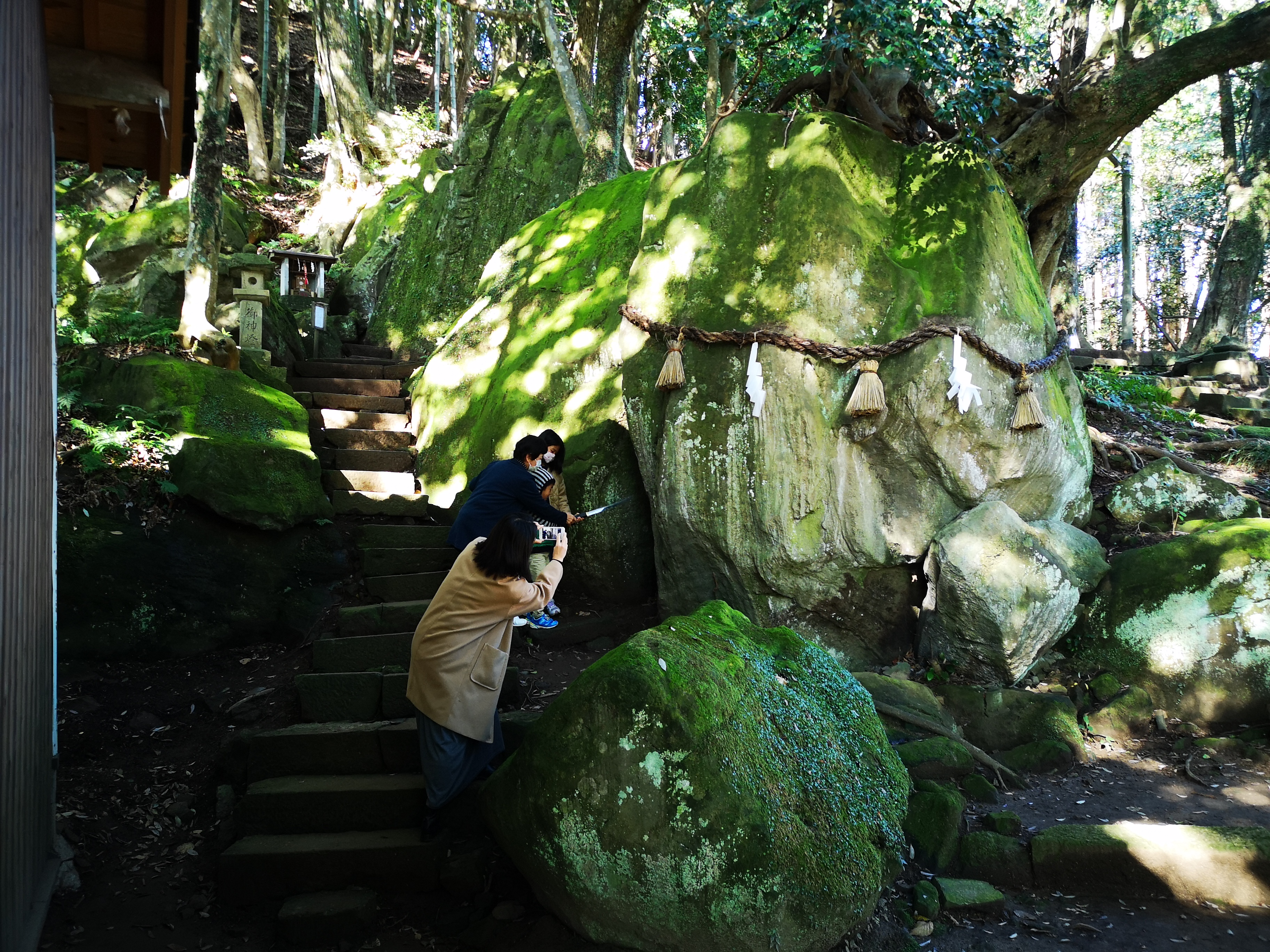
『鬼滅の刃』の主人公を真似て磐座でポーズをとる観光客（2020年12月）

丹後地方の古代史に深く関係する丹波道主命縁の神社である。丹波道主命の佩刀「国見の剣」を御神体とすることから、刀にまつわる伝承や寄進が多く残り、2020年（令和2年）に『鬼滅の刃』が大ヒットした折には、境内の磐座が『鬼滅の刃』主人公の炭治郎が修行で斬っていた岩に似ているとして、そのシーンを真似る観光客の急増を受け、磐座保存会が結成された。
もともとは太刀宮と神谷神社は別にあったが、久美浜町神谷（かんだに）の山林にあった神谷神社の倒壊に伴い、市中にあった太刀宮に合祀された。式内社としては「神谷神社」の名で記録されるが、江戸時代まで呼称及び様々な古文書における通称は「太刀宮」であり、21世紀においても地元では「太刀宮」の愛称で親しまれる。久美浜一区の氏神であり、喧嘩祭りの流れを汲む秋の例祭は、京丹後市を代表する祭りの1つに数えられる。
丹後地方で唯一大社造の様式をもつ「神谷神社本殿」と旧久美浜県庁の建物の一部を移築した「参考館」が京都府指定文化財であり、境内社の「八幡神社本殿」と「神門」と「鳥居」が京都府登録文化財となっている。また、境内一帯が「文化財環境保全地区」となっている。

## 歴史

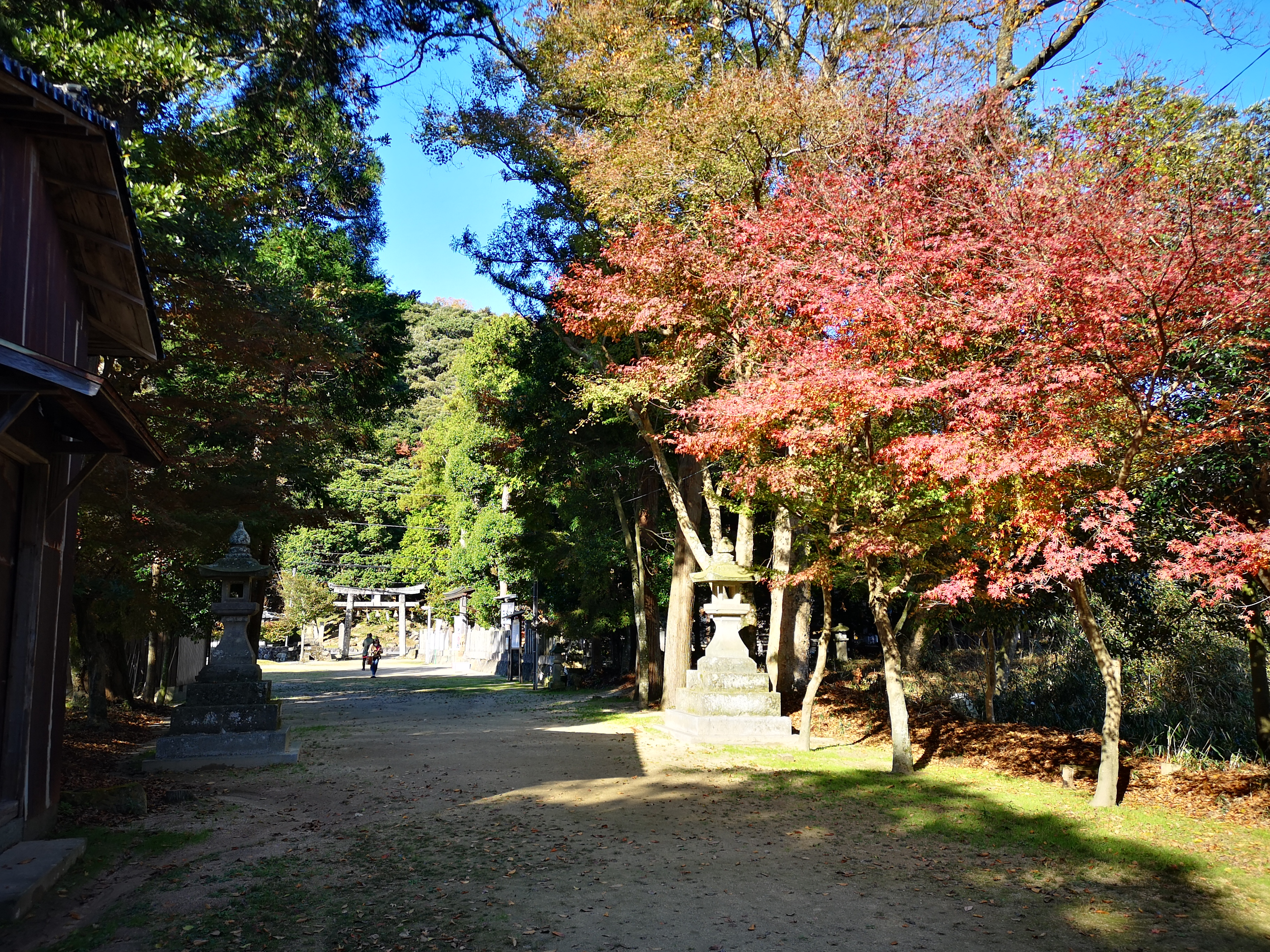
江戸時代から変わらない道筋の参道。正面に八幡神社および磐座、鳥居手前の右に神谷神社が位置する。

「神谷神社」の創建は伝承に拠れば第10代崇神天皇の時代に遡る。地方平定を命ぜられた丹波道主命が山陰道を巡察した際に、前途洋々たることを祈願して出雲国から八千矛神（大国主命）を招き祀ったのが始まりとされる。当初の遷座地は久美浜町小字神谷（かんだに）の山林の中に開けた平坦地であった。この古地は「神谷明神谷」と呼ばれ、この地に残る「旗指神社（はたさしじんじゃ）」は、太刀宮の旗持ちであったという。神谷神社は後に現在地、久美浜町小字小谷の太刀宮に合祀したことによって場所を移したが、毎年の例祭では神谷地区から大幟を立てる風習が残る。
山陰道巡察を終えた丹波道主命は、その後、久美浜町小字川上の須田に屋敷跡が残る豪族の娘、京丹後七姫のひとりにも数えられる川上摩須郎女を妻とし、その娘日葉酢比売ら5人を垂仁天皇に嫁がせて権勢をふるった、久美浜に縁の深い人物である。丹波道主命は垂仁天皇の代に死去したが、追慕する人々が久美の地に神社を創建して祀り、丹波道主命の佩刀であった「国見の剣」を神霊とみなした。この神社を「太刀宮」という。久美浜の地名の由来は諸説あるが、一説に久美の字は古来は国見とも表記し、この丹波道主命の佩刀「国見の剣」に由来するという論がある。
このとおり、神谷神社と太刀宮神社は元々まったく別々の神社であったところ、後に（『熊野郡誌』によれば1千年後に）神谷神社が歳月で大破したことを受けて、太刀宮に合祀された。以来、神社は「神谷太刀宮神社」となり、神社の扁額や祭器には「神谷太刀宮」と記されている。合祀に際し「神谷」の名を先とし「太刀宮」を後とした理由は、丹波道主命の勧請によって八千矛神が祀られた経緯を尊重し、丹波道主命を祀った「太刀宮」を別号としたものだが、一般には「神谷太刀宮」あるいは単に「太刀宮」と呼ぶ風習が引き継がれている。古文書類においても「太刀宮」と記されるのが通例であるが、延喜式神名帳には「神谷神社(かむたにのじんじゃ)」と記載される。合祀の時期はこれより以前であるため、太刀宮は記載されなかったと考えられている。
神谷太刀宮神社に関連する記録は『神祇志』『神祇志料』はじめ10以上の古文書に残り、年月日の明らかなものでは1596年（文禄5年）9月7日の佐渡守康之（城主の松井康之）から田地を寄進されたことに関する文書、1603年（慶長8年）8月20日の内匠助正重による太刀宮社領に関する文書などが残る。
古来から人々の崇敬を集め、『熊野郡誌』には正四位伊豫守加茂直兄（松田直兄）の「千早ふる 神代なからの 神谷は うへこそくしく あやしかりけり」や「山なせる いはほの上に 五百枝さし そひえて雲を 凌く眞賢木」など、神谷太刀宮神社を詠んだ7編の和歌が記録されている。
1781年（天明元年）に本殿を再建したが、その折には1770年（明和7年）から久美浜町中の人々から毎月1銭を積み立て、神主宅に集まった氏子らの立ち合い評議のもと神宮のおみくじで「見附一丈一尺向作唐破風」の宮作とすることを決定した。
1873年（明治6年）、郷社に列せられる。1902年（明治35年）10月には、境内の八幡山麓に神谷神社碑が建設された。

## 祭神

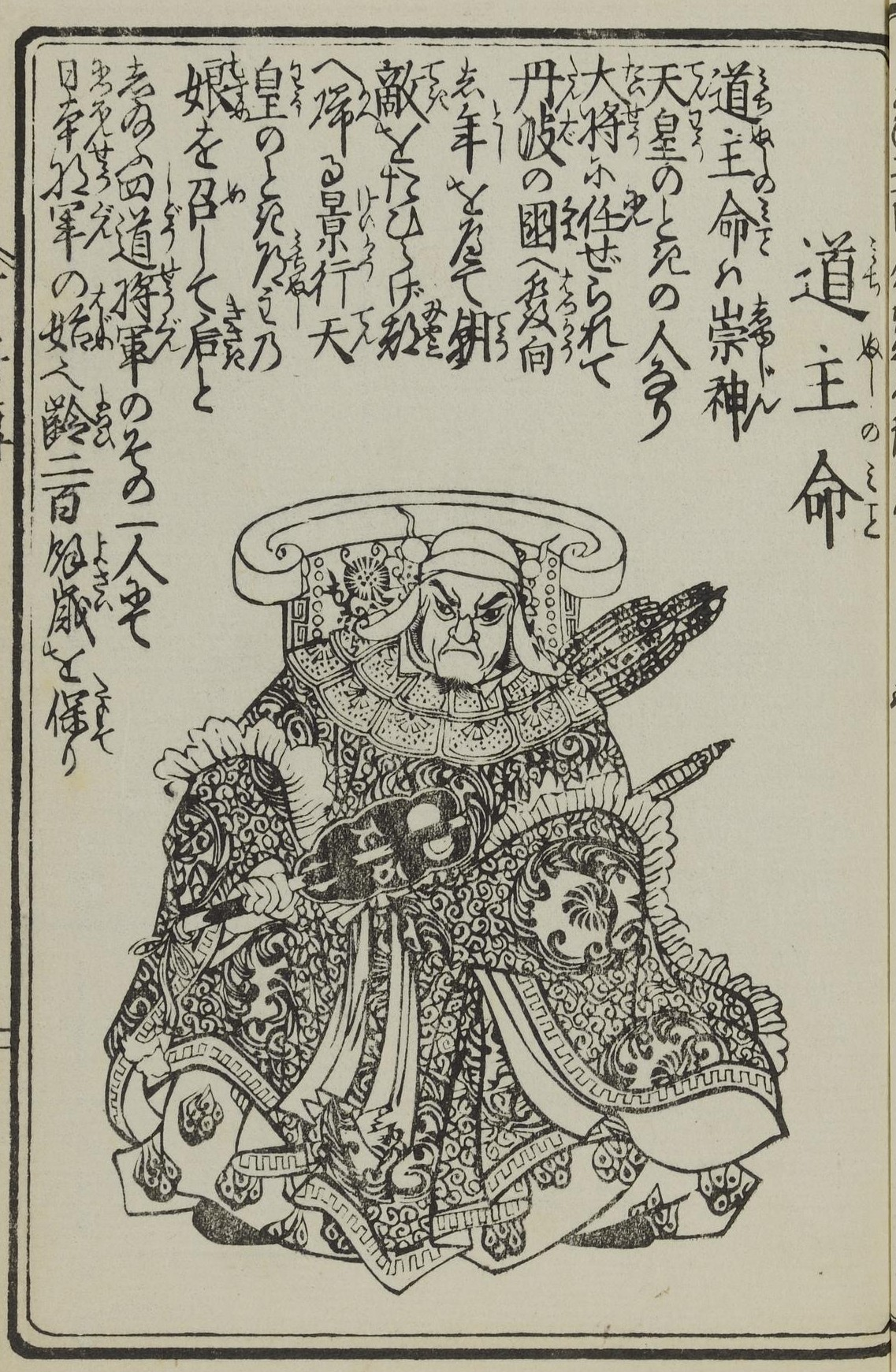
歌川国芳『日本百将伝』に描かれた丹波道主命（想像図）

神谷太刀宮神社は合祀されているが本来は由来を異にする別々の神社であり、祭神も異なる。
- 八千矛神（やちほこのかみ。大国主命の異名とされる。）- 神谷神社の主祭神である。
- 丹波道主命（たにはのみちぬしのみこと） - 太刀宮の主祭神である。
- 天神玉命（あまのかみたまのみこと）
- 天種子命（あまのたねこ。中臣氏の祖。神社では神武天皇の異名とされる。）

神霊「国見の剣」（くにみのつるぎ）
太刀宮の主祭神である丹波道主命が生前腰に佩いた剣を「国見の剣」と称し、太刀宮の神霊として祀ったが、現存していない。如意寺の建立にまつわる行基の記事に、「太刀宮の宝剣海中に沈没しあらん事を恐れ、漁夫に命じて網を以て探しむるに玉を得たり、依て宝珠山如意寺を起す」の記述が残り、奈良時代にはすでに紛失していたものとみられている。

## 建造物

### 社殿

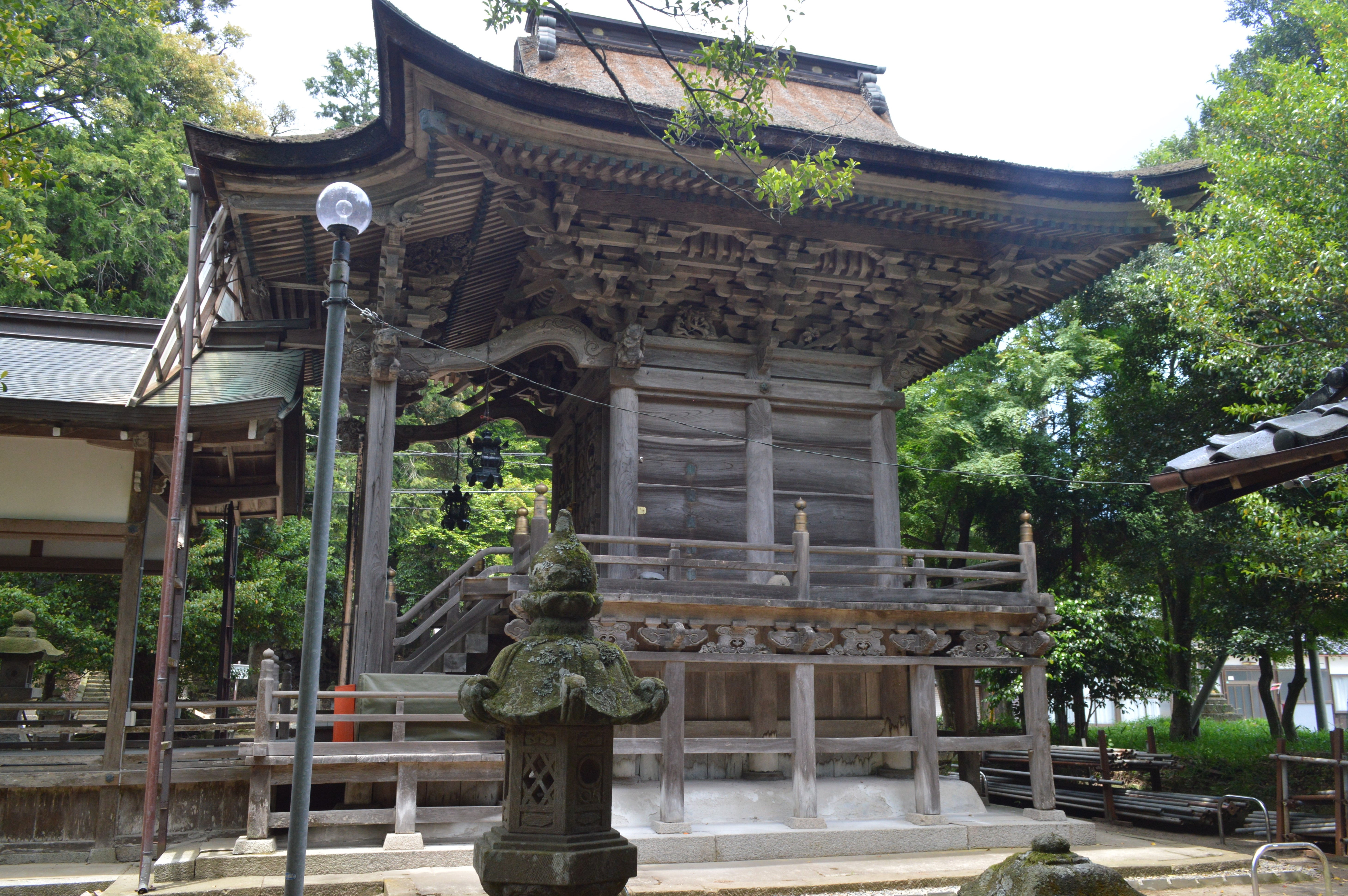
神谷神社本殿（府指定文化財）

- 神谷神社本殿 - （本項「文化財」節で詳説）
現存する本殿は、1781年（天明元年）に再建された[18]。建坪9坪3合但6尺5寸計[22]。
- 祝詞殿 - 切妻造檜材向欄付、檜皮葺。建坪は6坪1号9勺[22]。
- 中門兼拝殿 - 切妻造欅材、檜皮葺。建坪は2坪5号8勺[22]。
- 舞殿 - 梁行2間、桁行6間[22]。
- 假殿 - 梁行1間、桁行1間半[22]。
- 神庫 - 梁行1間半、桁行2間[22]。

### 境内社

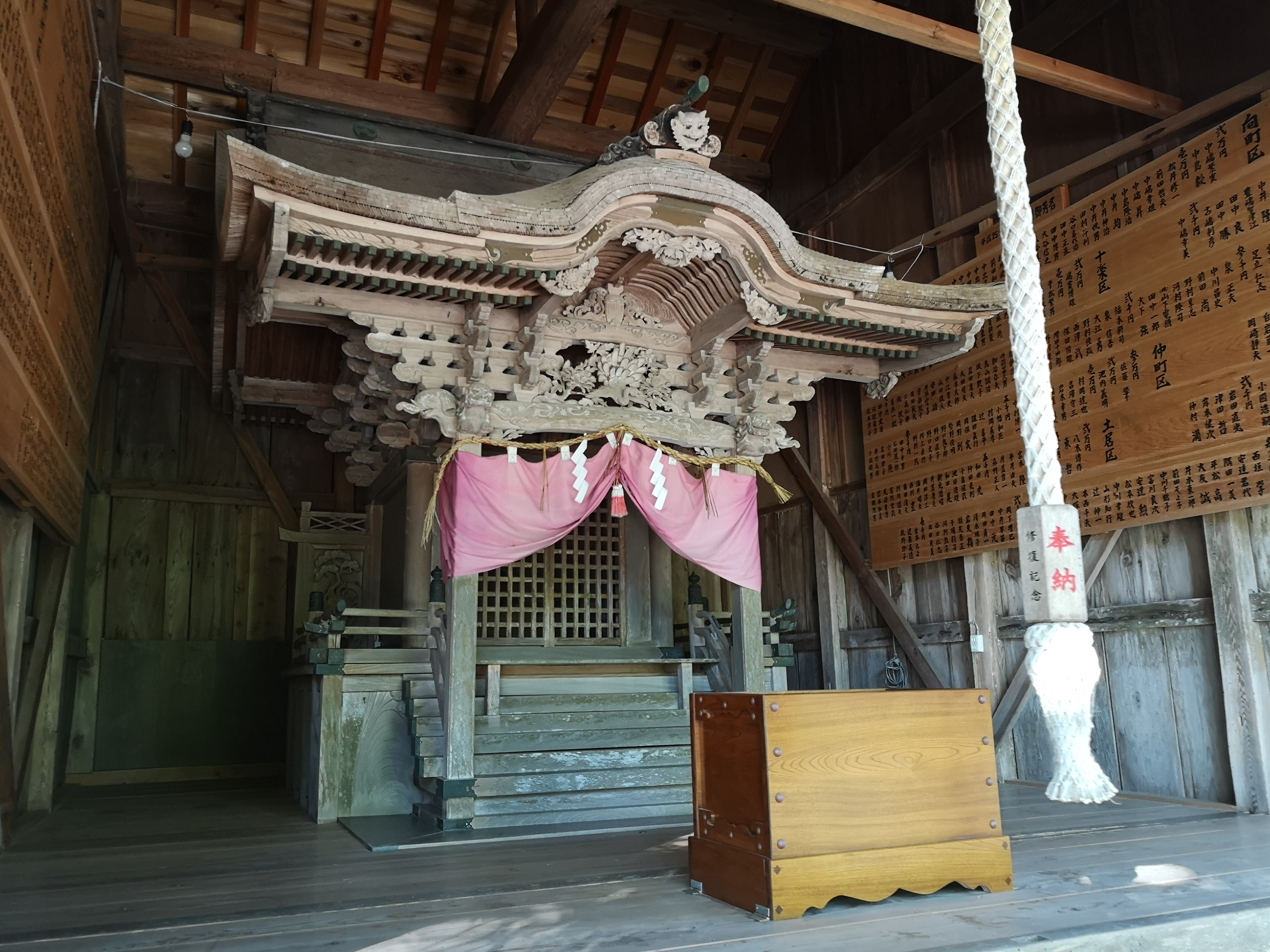
八幡神社本殿（府登録文化財）

大正時代末期の文献と、2020年（令和2年）現在の現地案内板とで、境内社の名称にはいくつかの差異がみられるため、併記する。
1.『京都府熊野郡誌（全）』（大正12年刊行）の記録に残る境内社。
- 寒川神社 - 古くは久美浜の氏神とされた。祭神は応神天皇[23]。
- 川裾神社 - この神社そのものの由緒は不明だが、1886年(明治19年）に無格の3社を合祀した。祭神は瀬織津姫命[24]。
- 蛭見神社 - 祭神は事代主命と大巳貴命。境内にあった有名な松の古木の近くにあったが、1885年（明治18年）に暴風によって松が倒れ、以後は松の古株の上に安置する。倒木が社殿を避けるように一切損傷しなかった奇蹟を後世に伝えるべく残る[24]。
- 稲荷神社 - 祭神は保食大神。もともとは別の場所にあったが、明治維新後に移転し、神谷神社境内の一端に祀られていた猿田彦神社とともに安置された[24]。

2. 2020年時点で現地に建てられている案内図に記された境内社。
- 神谷神社側（市道より東）の境内
  - 川裾神社
  - 猿田彦神社・稲荷神社
  - 恵比須神社
- 八幡山側（市道より西）の境内
  - 八幡神社（八幡宮）本殿 
祭神は応神天皇・神功皇后。久美浜代官所代官にとくに崇敬され、祭礼では代官所にも神輿が渡御した[25]。府登録文化財（本項「文化財」節で詳説）。
  - 厳島神社・弁天神社
  - 秋葉神社
  - 皇太神宮
  - 磐座

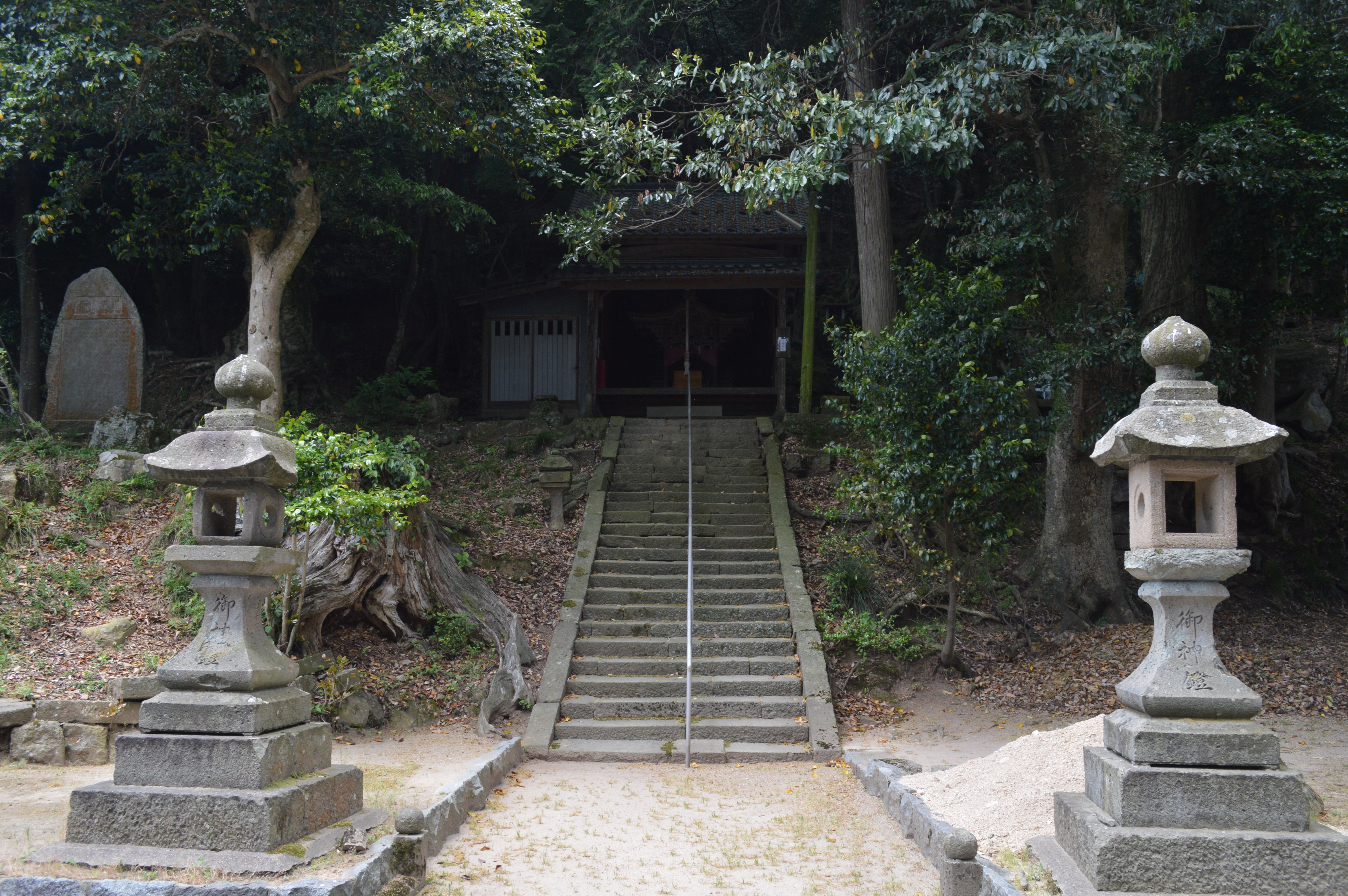
太刀宮（八幡宮）
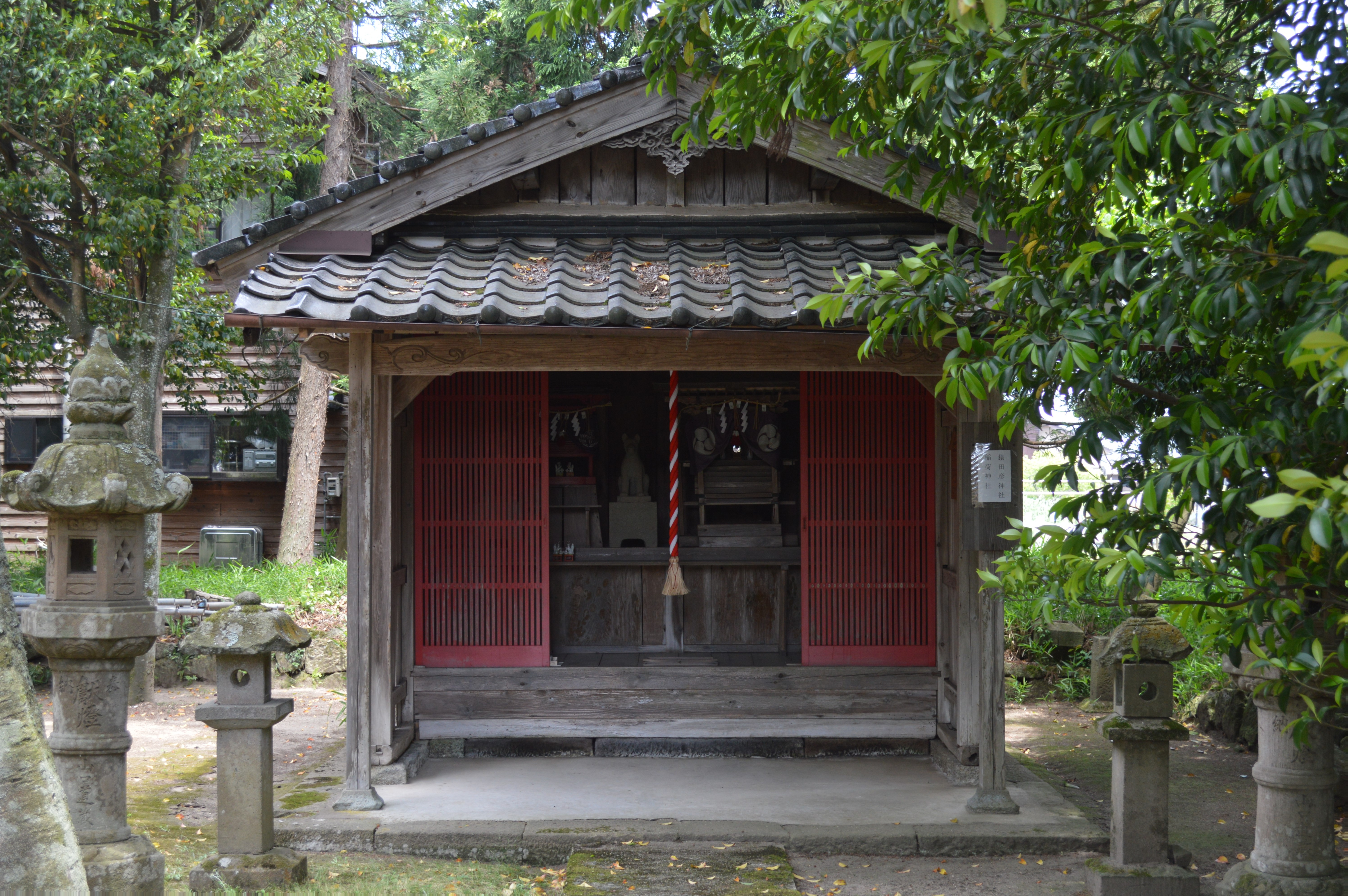
神谷神社境内の猿田彦神社と稲荷神社
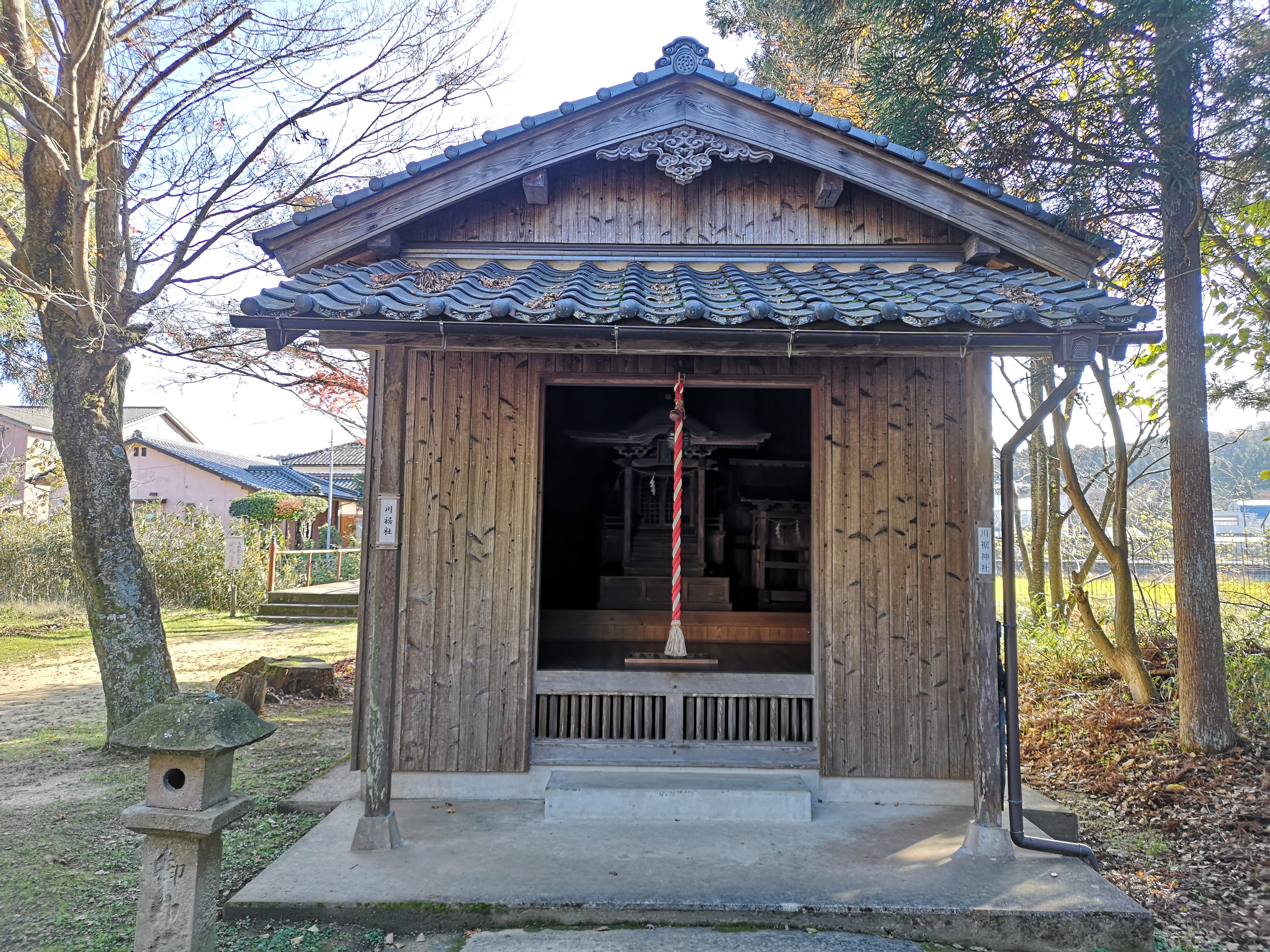
参道横の川裾神社

### 参考館

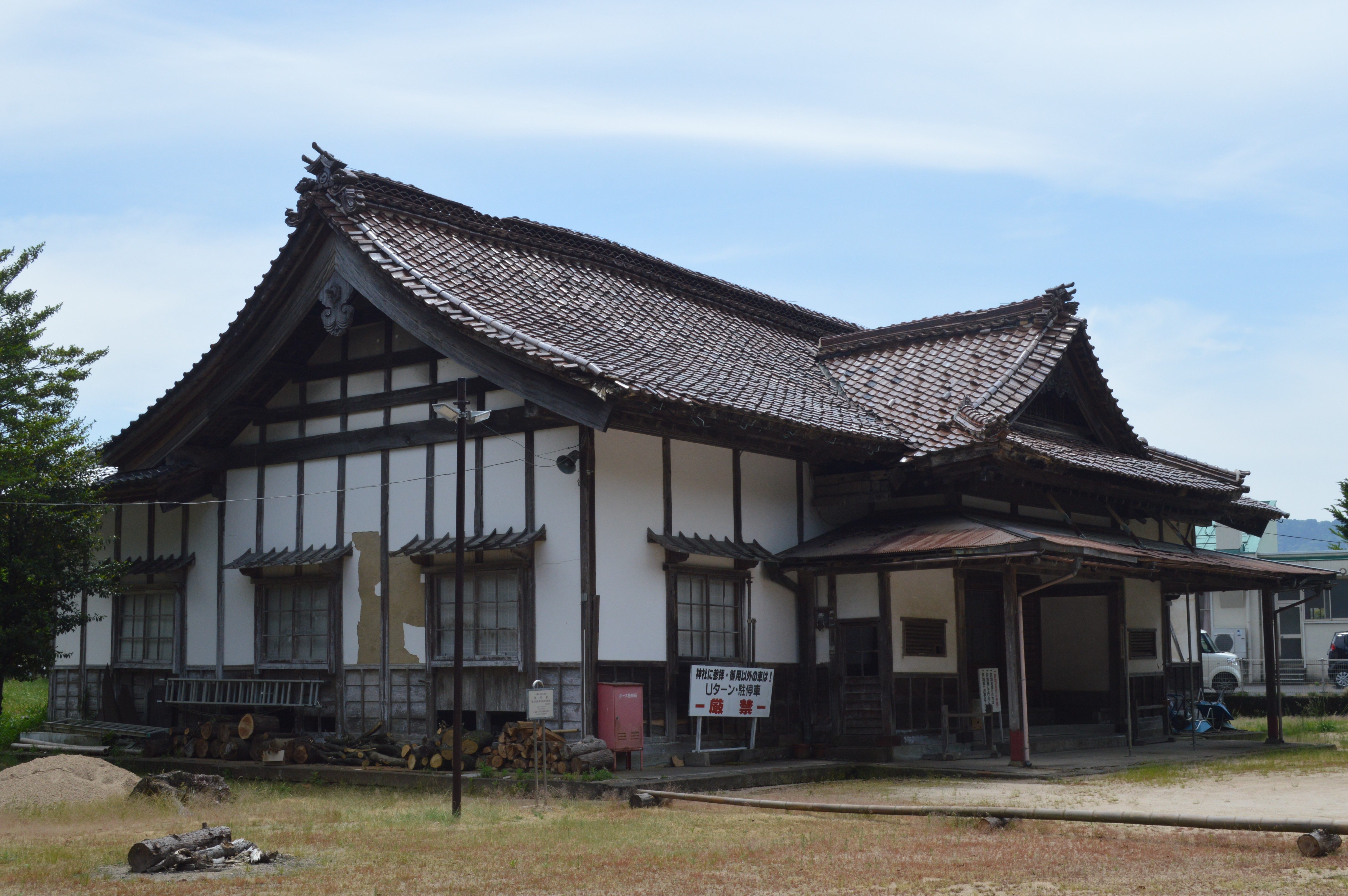
参考館（京都府指定文化財）

参考館は、1870年（明治3年）に建造された旧久美浜県の県庁舎の一部分、具体的には玄関棟にあたる部分を、1923年（大正12年）に譲り受け、神谷神社境内に移築したものである。神谷太刀宮神社の神職である佐治氏は、現存する最古の記録で706年（慶雲3年）には神職として神谷太刀宮神社に代々奉務し、『京都府熊野郡誌（全）』の編纂主任にも名を連ねる。当初は「太刀宮考古館」と呼ばれた「参考館」の建造は、郷土にまつわる古文書や古器物など歴史的な史料を蒐集し、郷土研究に役立てることを目的とされた。後に、社務所、祈祷所と位置付けられるが、2020年（令和2年）現在は老朽化により立ち入りは制限されている。
京都府指定文化財となっている。（本項「文化財」節で詳述）

## 境内

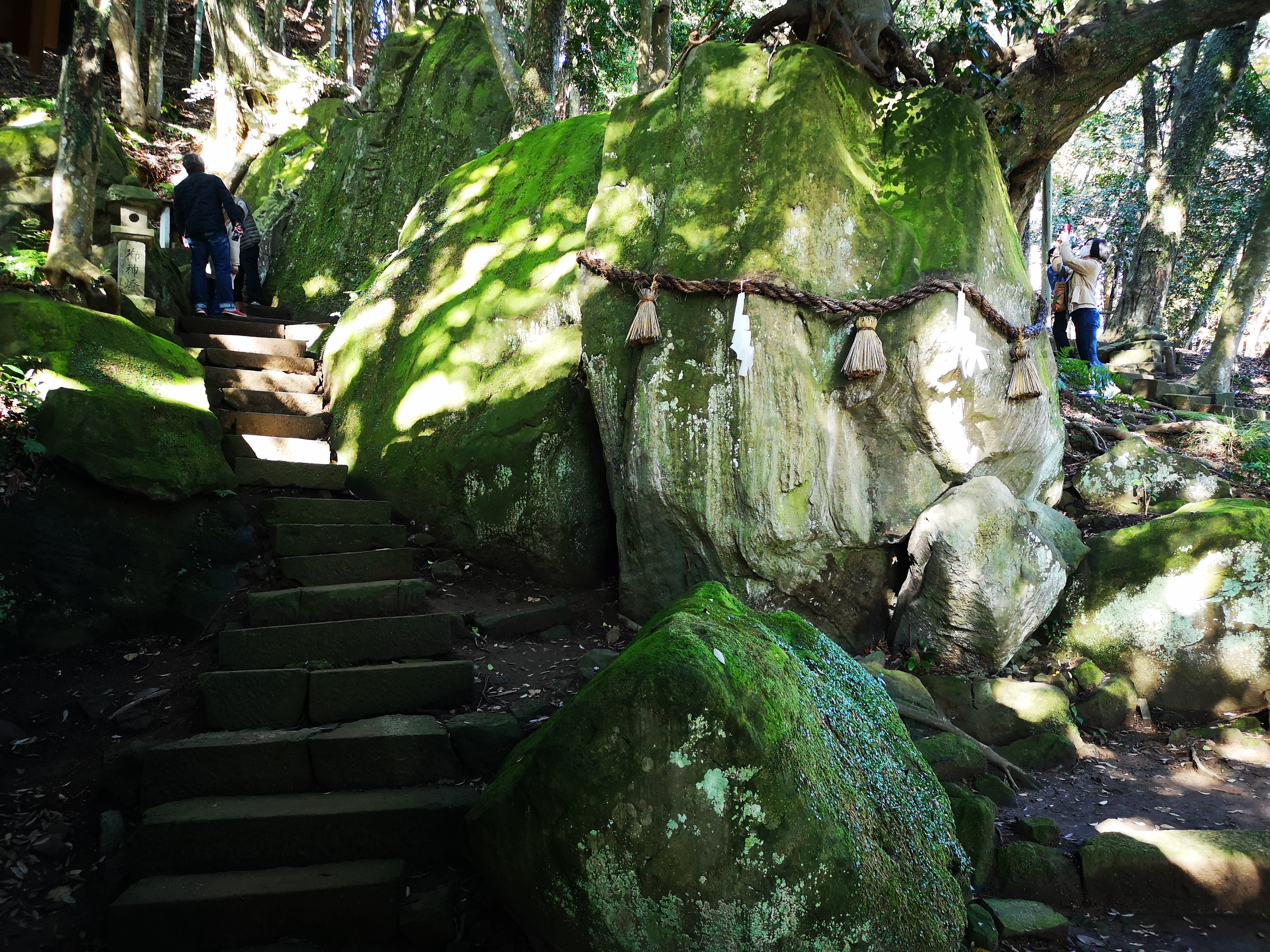
文化財環境保全地区（画像中央は磐座）

大正末期の時点で1,676坪と記録される境内には、もともと久美浜の氏神であったという寒川神社など、いくつもの祠が現存する。
参道は、磐座のある太刀宮からみて正面に、南西に面した神谷神社本殿からみて垂直に、南東にのびる。水田のなかを通る約100メートルほどの松並木である。参道・境内は神谷神社の前を過ぎたあたりで、大正時代以前の道路改修の際に境内地を横断することとなった市道をまたぎ、太刀宮を祀る八幡山山麓に続く。
参道の正面、大正期以前に敷設された市道によって境内が分断された神谷神社本殿の左方の八幡山山麓に、末社の八幡神社の本殿があり、その左方に複数の巨岩が地中から生えるようにむきだしになった磐座がある。八幡神社側の境内坪数は大正時代末期の時点で983坪である。
この山麓一帯は、シイやカシ等の常緑広葉樹林で構成され、なかでもシイの自然林は貴重なものとして「神谷神社文化財環境保全地区」に指定された。1985年（昭60年）5月15日に「京都府文化財環境保全地区」となっている。

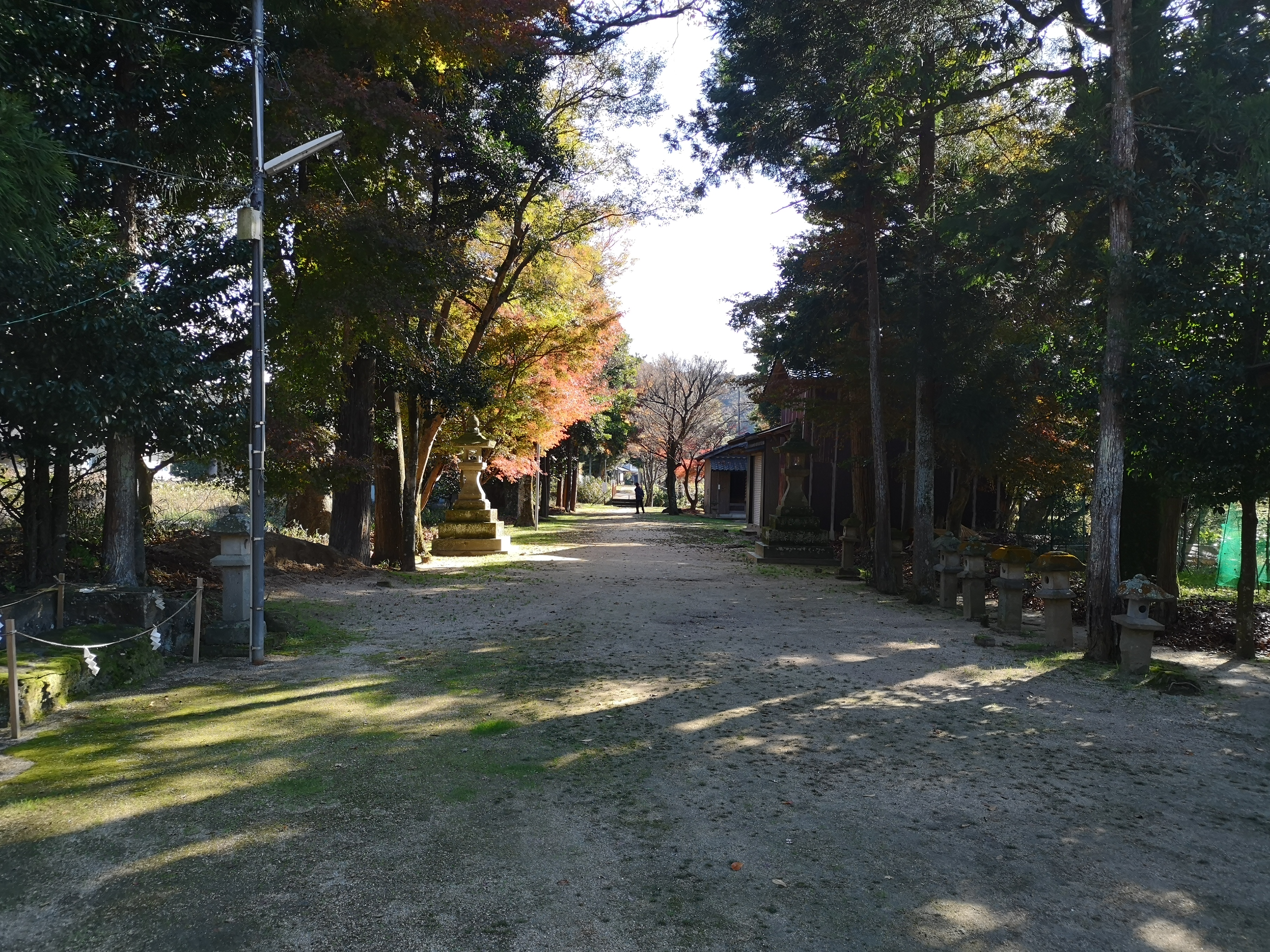
境内から東にみる参道。左端に「剣岩」が映る。
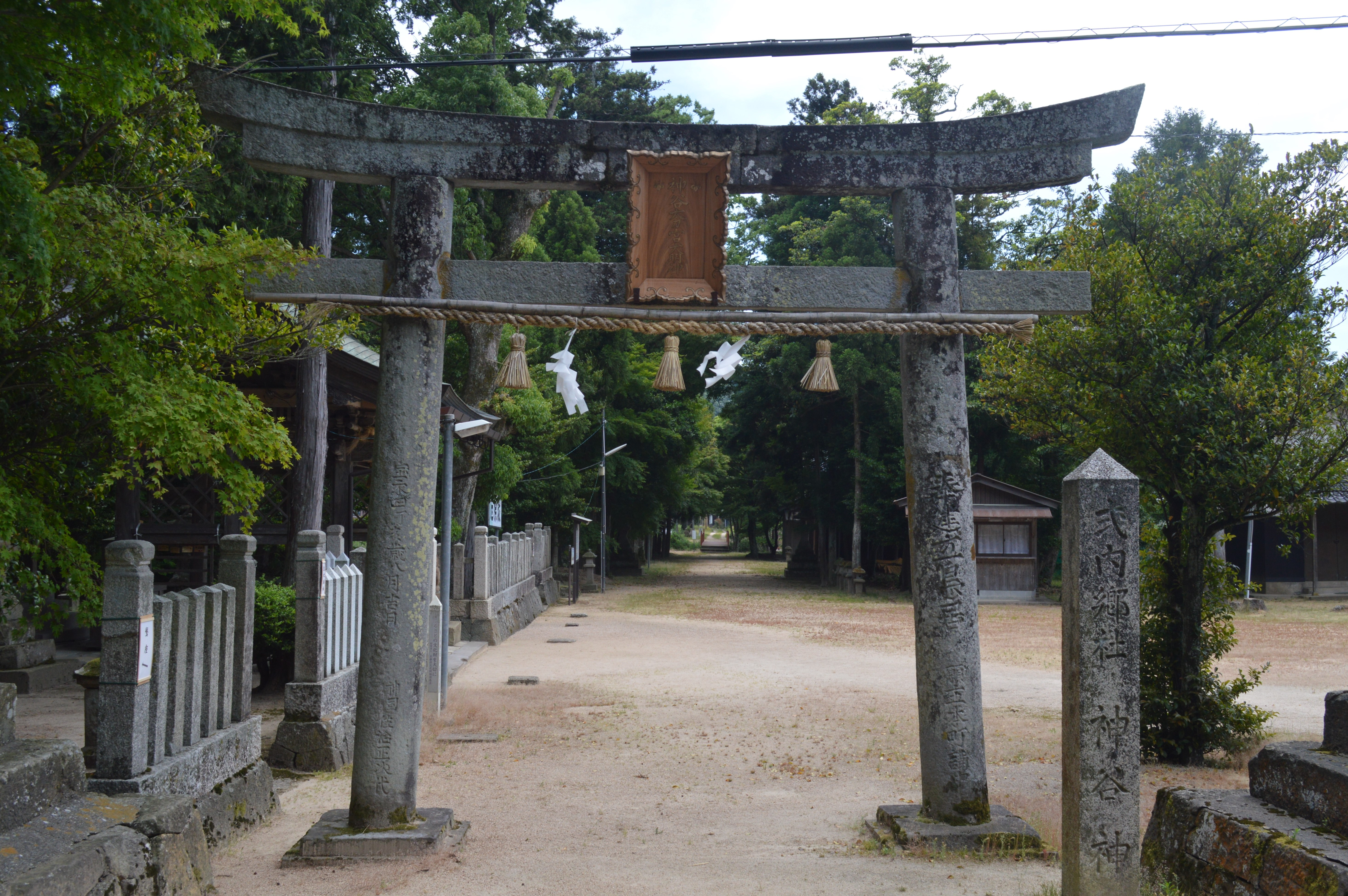
鳥居
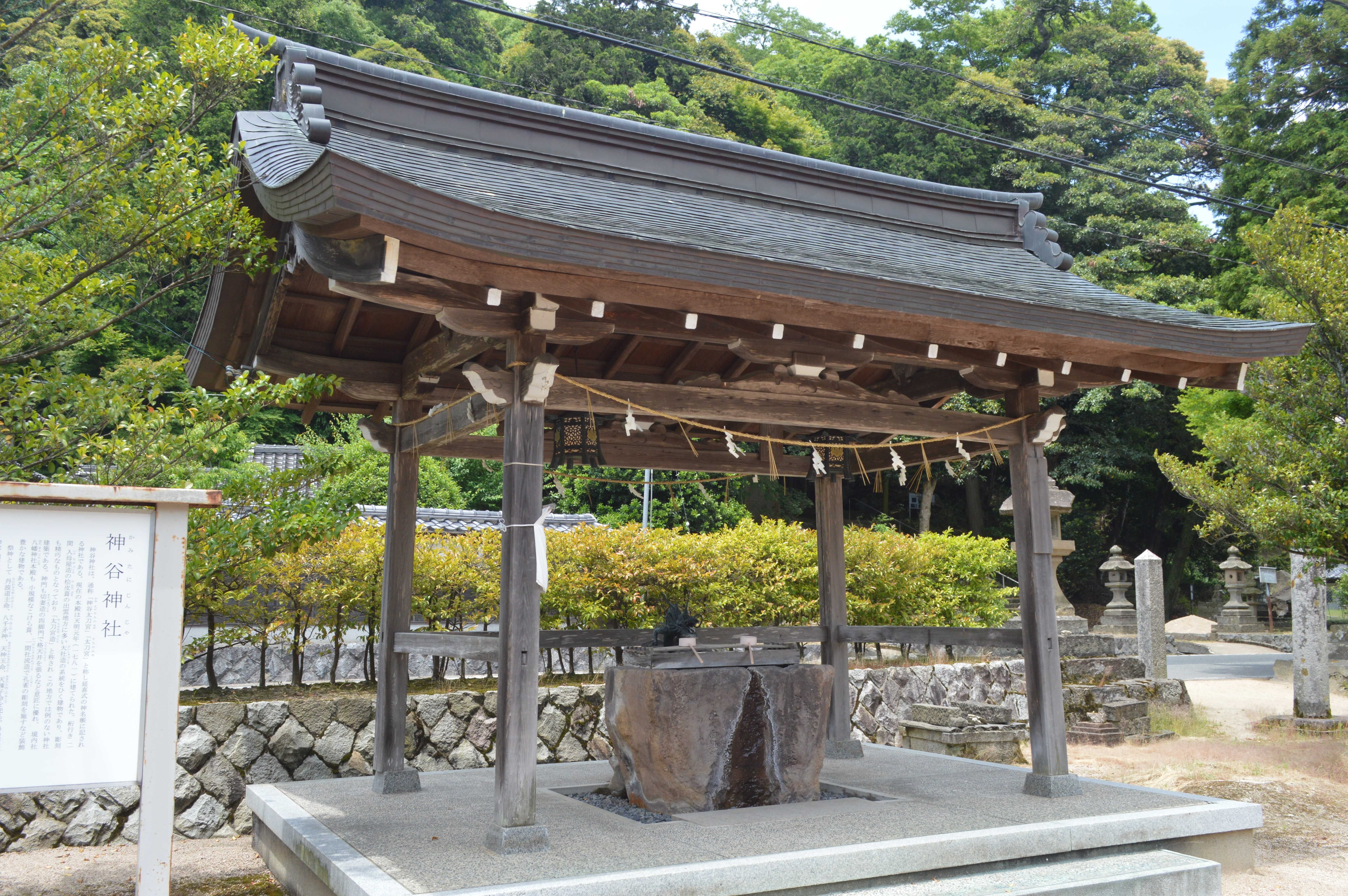
手水

### 磐座
| 神谷磐座の巨岩 |  | 巨岩の南北の透き間 |
| 神谷磐座の巨岩 |  | 巨岩の南北の透き間 |

神谷磐座（かみたにいわくら）は、神谷神社本殿に近接する八幡山麓にあるいくつかの巨岩の集まりである。もっとも大きい岩が、高さ約5メートル、周径10メートル以上あり、古来より清浄の地として注連縄をかけて祀る。この中央部には縦にざっくりと割いたような隙間が南北方向にあり、2020年（令和2年）には『鬼滅の刃』の主人公が斬った岩に似ているとして注目を集めた。もとは1つであった岩が割れたものなのか、2つの岩が合わさってこのような形状をしているのかは明らかでない。北を向いた割れ目の先には北極星があることから、郷土史家の間では社殿が創建されるより以前の自然崇拝、巨岩信仰の名残りであると考えられている。
巨岩と巨岩の間、東西に開けた場所では、縄文時代には夏至に朝陽が差し込んだ角度と冬至に太陽が沈んだと角度とみられる位置に割れ目があり、差し込む陽光を受けるヒールストーンのような役割をする石を備えることから、これらによって農作業の適期を測ることが可能であったと推測して古代太陽祭祀の跡とみる説がある。

### 剣岩

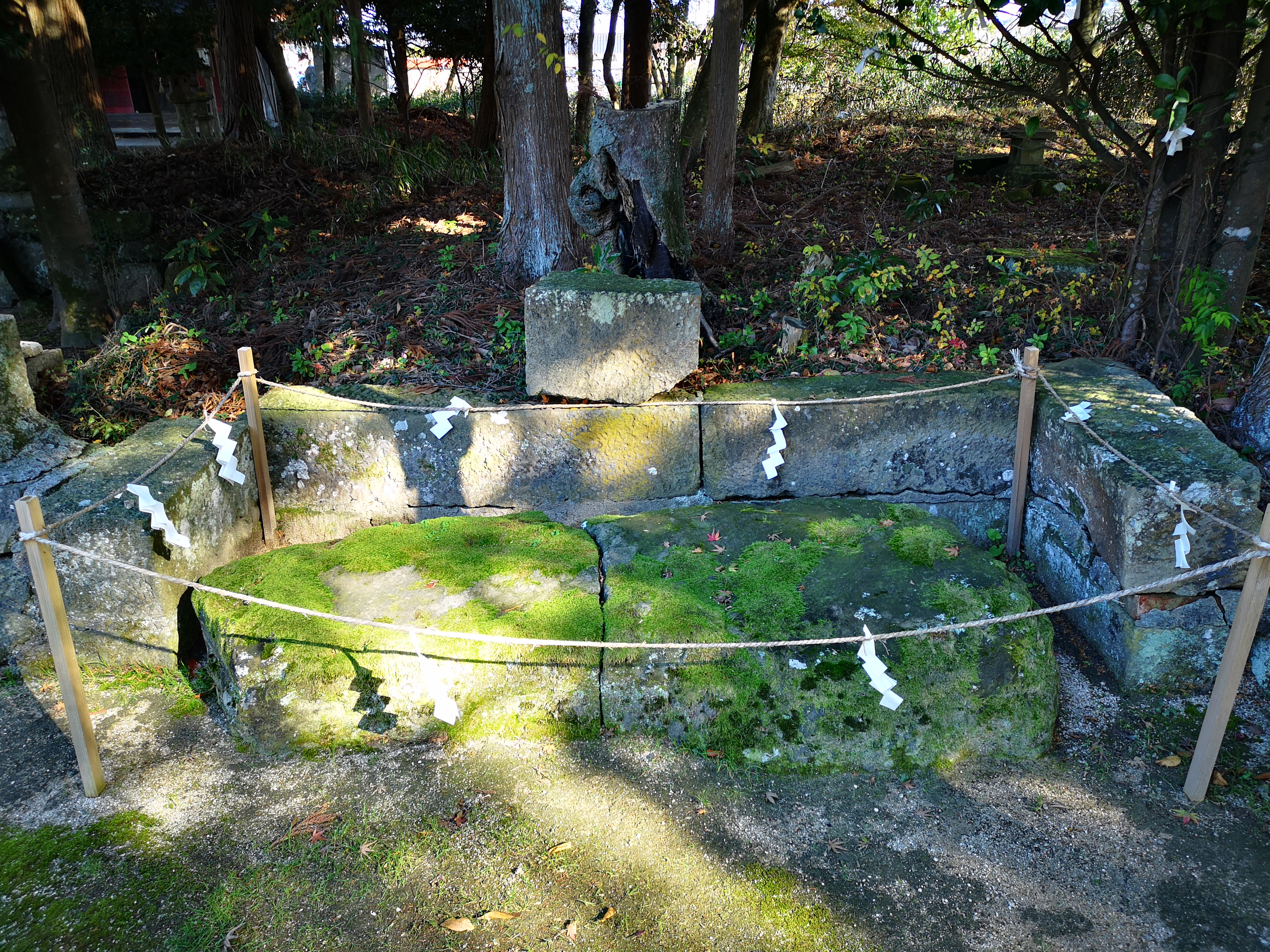
参道横の剣岩

参道の横、神谷神社社殿域と祓所の間にある平たい巨石である。
神谷神社の創建の折、丹波道主命は臣下に命じて八千矛神を勧請するのに良い場所を探させたが、地相を観た臣下は後に自分が住むために適地を隠し、良地は無いと報告した。このため神谷神社は山中の神谷に創られた。後に嘘が露見し、怒った丹波道主命に追われた臣下は大岩の陰に隠れ、丹波道主命が振り下ろした刀は誤って大岩を真っ二つにした。臣下は和睦を申し出、大根を捧げて宴をひらいたという。
神谷太刀宮神社の例祭で久美浜町小字奥馬地から大根を奉じるのは、この剣岩の伝説に由来する風習である。

## 文化財

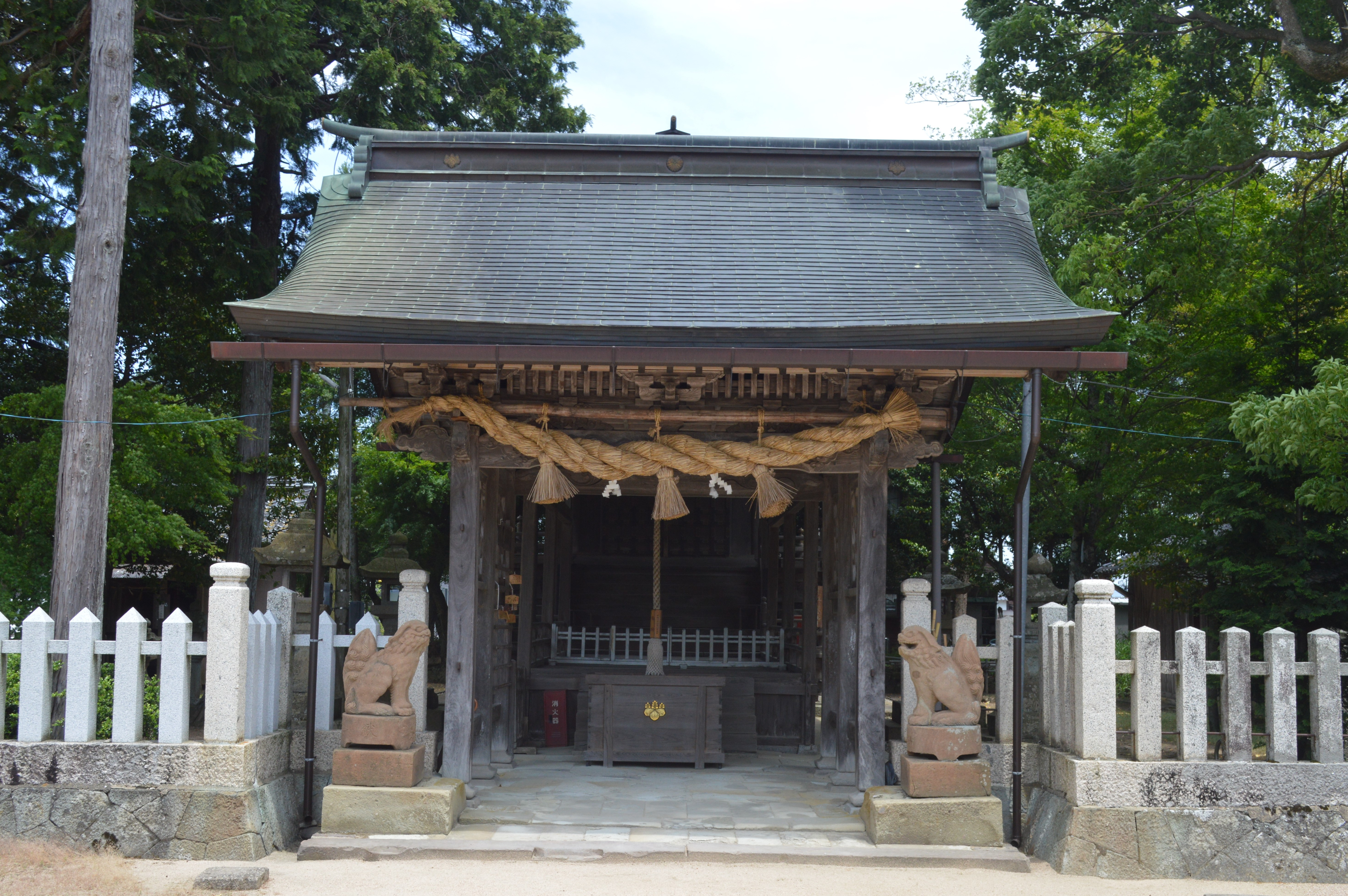
府登録文化財の神門

神谷神社の本殿と境内にある参考館が京都府の指定文化財に、神谷神社の神門と鳥居、末社の八幡神社本殿が京都府の登録文化財に登録されている。いずれも所在地は久美浜町新町として、1985年（昭和60年）5月15日に府の文化財指定および登録を受けた。

### 府指定
- 神谷神社本殿
1781年（天明元年）建造。入母屋造で妻入、桁行2間、梁行2間、向拝1間、正面軒唐破風付、檜皮葺。四周に縁を設ける。入母屋造で妻入という構造は、出雲地方に多い大社造の系統とみられ、四周に縁をまわすのも大社造の特徴である[13]。丹後半島では極めて珍しく、他例がまったくない建築の社殿である[5]。軒は尾垂木付の三手先組物で華やぎをもたせ、連三斗を3段に組んで桁を受ける向拝柱上には丹後地方に特有の手法が用いられている[13]。大工は久美浜町本町の谷口長兵衛ら8人、彫物師と金物師は京都の職人が担った[1]。
- 神谷神社参考館（旧久美浜県庁舎御玄関棟）
切妻造で、一部が入母屋造、桟瓦葺。1870年（明治3年）、21世紀現在は京丹後市立久美浜小学校となっている旧久美浜代官所跡地に建造された[26]。大工棟梁は丹後国与佐郡大原村（現岩滝町）の高岡豊助義為[26]。久美浜県解体後、一旦移築されて豊岡県庁として使用され、1923年（大正12年）に再びの移築で神谷神社境内に移され現在に至る[26]。玄関周囲と左側3室続きの部分は、旧県庁舎の「御玄関棟」の外周部を一部除去したものとほぼ合致するが、内部の間仕切り位置は全面的に変更されている[26]。

### 府登録
- 神谷神社神門
虹梁絵様に波形を用いた装飾の流行年代から、本殿よりやや新しく、江戸時代後期建造とみられる四脚門である[1]。本殿の正面に位置し、内装は格天井である[31]。
- 神谷神社境内社八幡神社本殿
神門よりさらに少し後年の建造で、江戸時代末期の作とみられる[1]。社殿は、梁行3尺で桁行3尺5寸[25]。上屋は梁行1間半で桁行2間[25]。小規模なこけら葺一間社流造[31]。軒唐破風が正面に付いており、全体的に軽快ながら華麗な印象をはなつ独創性に富んだ意匠の社となっている[1][31]。
- 神谷神社鳥居
1707年（宝永4年）建造[31]。

### 社宝
神霊と祀った「国見の剣」は現存していないが、この宝剣が損なわれていることを嘆いた京極氏から、江戸時代に贈られた宗近新身の太刀が残る。また、代々の久美浜代官らも刀剣や燈籠などを数多く寄進した。

## 例祭「神谷太刀宮祭り」
代表的な祭礼行事に、「神谷太刀宮祭り」または「久美浜一区の秋祭り」と称する秋の氏神祭がある。江戸時代以前には2日間にわたって2台の神輿が出て、神輿のほかには太鼓台と囃子屋台が出て屋台狂言を演じた。
明治時代になると、久美浜の全町が車輪付きの太鼓台を出すようになり、次第に太鼓台同士を激しくぶつけ合い、勝負がつくまで激しく太鼓を打ち合う喧嘩祭の様相を呈した。1912年（明治45年）、ついに見物客から死傷者が出る事故があり、太鼓台は10年間の出動停止処分を受けた。この処分は、町民らの嘆願によって1920年（大正9年）に解かれ、翌1921年（大正10年）以降は氏神例祭である10月17日を本祭とし、新調された太鼓台からは車輪が省かれ、神輿のように担ぐものとなった。祭礼再開のために新調された太鼓台は、「神楽山」「美城山」などの5基であり、太鼓台のほかに神輿も町内を巡行する。神輿や各太鼓台は青年団によって町内を巡行するほか、神谷太刀宮神社境内で「先高（さきだか）」や「空のせ」などの技を披露し、奉納とする。
本祭の前夜には、太陽に見立てた赤い提灯をつけた日和神楽（ひよりかぐら）が、子どもらを先頭に町内を練り歩く。
この祭日は、2000年（平成12年）以降は10月の第2日曜日に移行した。

## 現地情報
所在地
- 京都府京丹後市久美浜町1314

交通アクセス
- 鉄道 - 京都丹後鉄道「久美浜駅」下車 徒歩約6分
- 車　-　神谷神社社務所（参考館）前に駐車場あり[34]

周辺
- 豪商 稲葉本家
- 京丹後市久美浜庁舎（京丹後市立久美浜図書室）